# Carl Herz (Politiker, 1877)

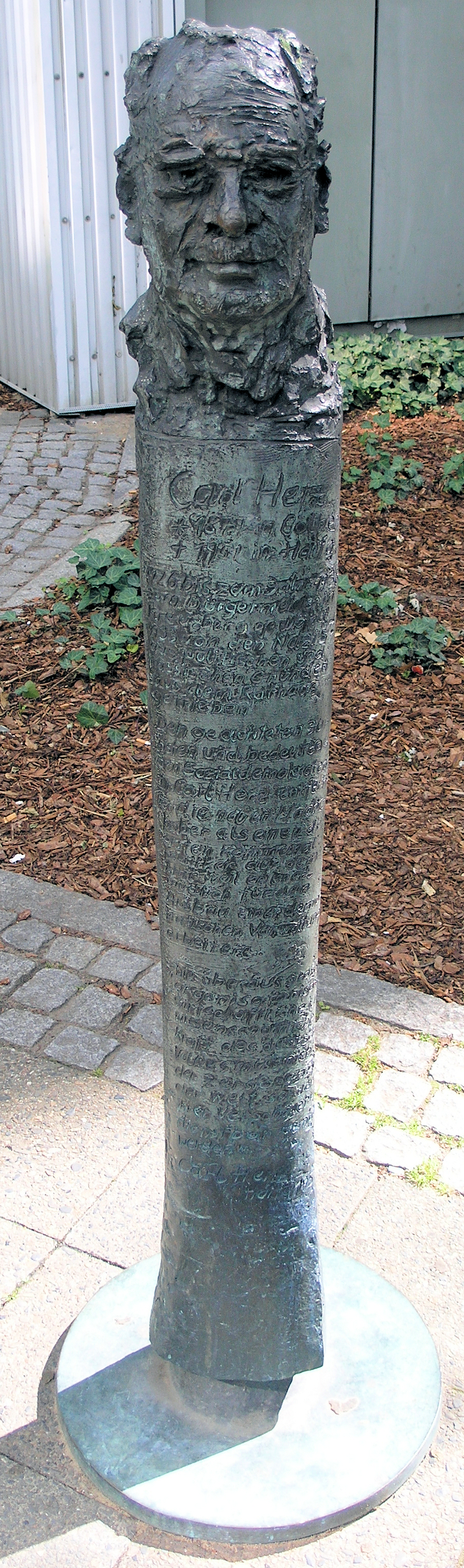
Gedenkstele vor dem Rathaus Berlin-Kreuzberg

Carl Herz (* 29. Juli 1877 in Köthen (Anhalt); † 14. September 1951 in Haifa) war ein deutscher Kommunalpolitiker und Jurist.

## Leben

### 1877 bis 1904 – Kindheit, Jugend, Ausbildung
Carl Herz wurde am 29. Juli 1877 im anhaltischen Köthen geboren. Sein Vater, der jüdische Kaufmann Julius Herz, betrieb ein Herrenkonfektionsgeschäft am Marktplatz 8. Er war aus Coesfeld zugezogen, wo er eigentlich Lehrer werden wollte. Julius Herz konnte und wollte sich aber nicht an die strengen orthodoxen Regeln halten und wurde daher aus dem Lehrerseminar geworfen. 1878 erwarb er das Bürgerrecht. Carls ebenfalls jüdische Mutter Hermine Gerson stammte aus Oldenburg. In diesem Zweig der Familie gab es einige angesehene Hamburger Bürger. Seine zwei jüngeren Brüder wanderten aus: Hermann (* 1879) nach Brasilien und Georg (* 1885) als überzeugter Zionist nach Palästina.
Schon in jungen Jahren musste Carl Herz im väterlichen Betrieb aushelfen, war für diese Arbeit aber untalentiert. Ostern 1896 legte er im Ludwigsgymnasium die Reifeprüfung ab und schrieb sich noch im selben Jahr an der Ruprecht-Karls-Universität Heidelberg ein, Hauptfach Jura. Bei Ernst Immanuel Bekker belegte er die Vorlesungen Institutionen des römischen Rechts und Römische Rechtsgeschichte sowie bei Georg Jellinek Juristische Enzyklopädie, Allgemeine Staatslehre und Politik. In Heidelberg und den Universitäten Leipzig, Halle (Saale) und Berlin blieb Herz jeweils nur ein Semester, ein damals üblicher Studienverlauf.
In Leipzig hörte er Vorlesungen über deutsche Rechtsgeschichte und die preußische Geschichte ab der Zeit des Großen Kurfürsten, 1897 in Halle bei Rudolf Stammler Grundlagen der Politik. Dabei kam Carl Herz womöglich erstmals mit dem Marxismus in Kontakt. Der Neukantianer Stammler wollte ihn zum Privatdozenten machen, was Herz aber ablehnte. Ebenfalls in Halle belegte er bei Karl Diehl Nationalökonomie, Teil eins. Dass schon Stammler und Diehl die Grundlagen für seine spätere politische Einstellung legten, darf bezweifelt werden, denn in der Studienzeit ist keine Beschäftigung mit Karl Marx erkennbar. Nachweislich setzte er sich aber intensiv mit drei liberalen Reformern des 19. Jahrhunderts auseinander: Heinrich Friedrich Karl vom und zum Stein, Rudolf von Gneist und Otto von Gierke. Letzteren benannte Herz später in seiner Dissertation als akademischen Lehrer. Gierke und den ebenfalls erwähnten Gustav Schmoller lernte er wohl während seines Berliner Semesters kennen.
Ab dem Sommer 1898 war Carl Herz wieder an der Universität Halle, bereitete sich dort auf das Referendarexamen vor und bestand es am 1. Juli 1900 am Oberlandesgericht Naumburg mit summa cum laude. Die praktische Arbeit fand am königlichen Amtsgericht Schloppe in Westpreußen und ab 1901 am Landgericht Lissa in der Provinz Posen statt. Diese östlichen Regionen hatte er bewusst ausgesucht, denn angehende Juristen konnten mit einem Referendariat in abgelegenen Gebieten Preußens die Staatsbürgerschaft des größten deutschen Landes erlangen. Das Jahr 1901 brachte die Erlangung der Doktorwürde – der Georg-August-Universität Göttingen legte er den Beitrag zur Lehre von der Schuldenübernahme für seine Inaugural-Dissertation vor – sowie die Hinwendung zum Marxismus: Die Schrift Bernstein und das Sozialdemokratische Programm von Karl Kautsky löste eine Art politisches Erweckungserlebnis aus. Die zweite juristische Staatsprüfung absolvierte er am 16. April 1904 in Berlin.

### 1904 bis 1921 – Altonaer Jahre
Nach der Zeit im östlichen Reichsteil wollte Carl Herz weiter westlich, in einer größeren Stadt seine Heimat finden. Sein ihm zugeneigter Onkel Hermann Gerson arbeitete seit 1878 für die Vereinsbank Hamburg und war 1902 bis 1907 ordentliches Vorstandsmitglied. Dieser empfahl ihm Altona in der Provinz Schleswig-Holstein, wegen der Nähe zu Hamburg. Mit seinem Partner Berg eröffnete Herz 1904 eine Anwaltskanzlei in der Allee 124 (heute Max-Brauer-Allee), einer der größten Straßen Altonas. Sie vertraten Arbeiter, kleine Angestellte, SPD-Funktionäre, Gewerkschaftsführer und sozialdemokratisch orientierte Journalisten. Im Jahr 1904 startete mit dem Eintritt in die SPD auch seine politische Karriere.
Gleich nach seiner Niederlassung sorgte Herz im Ruhstrat-Prozess für Aufsehen. Der großherzoglich oldenburgische Finanzminister Franz Friedrich Ruhstrat bezichtigte Johann Hermann Meyer, 1899 bis 1900 Kellner im Kasino Oldenburg, des Meineids. Dieser hatte in einem Verfahren gegen den Minister geschworen, er habe Ruhstrat beim verbotenen Glücksspiel beobachtet. Der Freispruch des Kellners gegen einen hohen Repräsentanten des wilhelminischen Deutschlands kam einer Sensation gleich. In der Regel hatte der Arbeiteranwalt es trotz seiner Verteidigungskunst, intellektuellen Fähigkeiten und Redekunst schwer gegen die untertänige Justiz des Kaiserreichs.
Spätestens ab 1905 wirkte Carl Herz als Redner für die SPD und hielt Fortbildungskurse ab, u. a. im September 1905 jeweils 20:30 Uhr im Arbeiterbildungsverein Altona-Ottensen Gegenwärtige Gestalt der preußischen und deutschen Verfassung für das Fach Bürgerkunde.
| 26. September 1905 | Arbeiterbildungsverein Altona-Ottensen | Bildungsbestrebungen der Arbeiter             |
| 12. November 1905  | Arbeiterbildungsverein Altona-Ottensen | Koalitionsrecht                               |
| 3. Januar 1906     | Arbeiterbildungsverein Altona-Ottensen | Preußische Verfassungsgeschichte              |
| 15. Januar 1906    | Arbeiterbildungsverein Altona-Ottensen | Vereins- und Versammlungsrecht                |
| 26. Juli 1906      | Arbeiterbildungsverein Altona-Ottensen | Organisation der Strafjustiz                  |
| 24. November 1906  | Versammlung des Gewerkschaftskartells | Die Sprachpraxis der heutigen Gewerbeberichte |
| 16. Februar 1907   | Mitgliederversammlung des Verbands junger Arbeiter und Arbeiterinnen                                                                        | Die Wissenschaft und die proletarische Jugend |
| 19. April 1906     | Versammlung des sozialdemokratischen Vereins für den 8. und 9. schleswig-holsteinischen Wahlkreis in den Blumensälen an der Großen Freiheit | Das Recht und die besitzlose Volksklasse      |
| 24. Mai 1906       | Versammlung des Zentralverbands deutscher Brauereiarbeiter und verwandter Berufe                                                            | Das Recht und die besitzlose Volksklasse      |

Berufs- und Lehrtätigkeit verschafften Carl Herz schnell eine gewisse Berühmtheit. So bezeichnete ihn die Allgemeine Hamburger Zeitung am 22. Oktober 1906 als „der bekannte Rechtsanwalt Dr. Herz“. Sein Ruf reichte sogar bis Berlin. Kollegen wie Hugo Haase und Karl Liebknecht schätzten den Holsteiner. Letzterer wollte Herz in die Reichshauptstadt lotsen. In einem ausführlichen Schreiben lehnte er dies mit der Begründung ab in Altona dringender gebraucht zu werden. Herz zeigte wenig Scheu vor großen Namen, z. B. bat er 1906 August Bebel als Zeuge über seine Festungshaft zu berichten, was der SPD-Vorsitzende allerdings ablehnte. Zurückblickend nannte er auch Kontakte zu Karl Kautsky, Eduard Bernstein, Friedrich Ebert und Philipp Scheidemann. Mit diesen Beziehungen hätte Carl Herz auch Reichstagsabgeordneter werden können, entschied sich aber für die Kommunalpolitik.

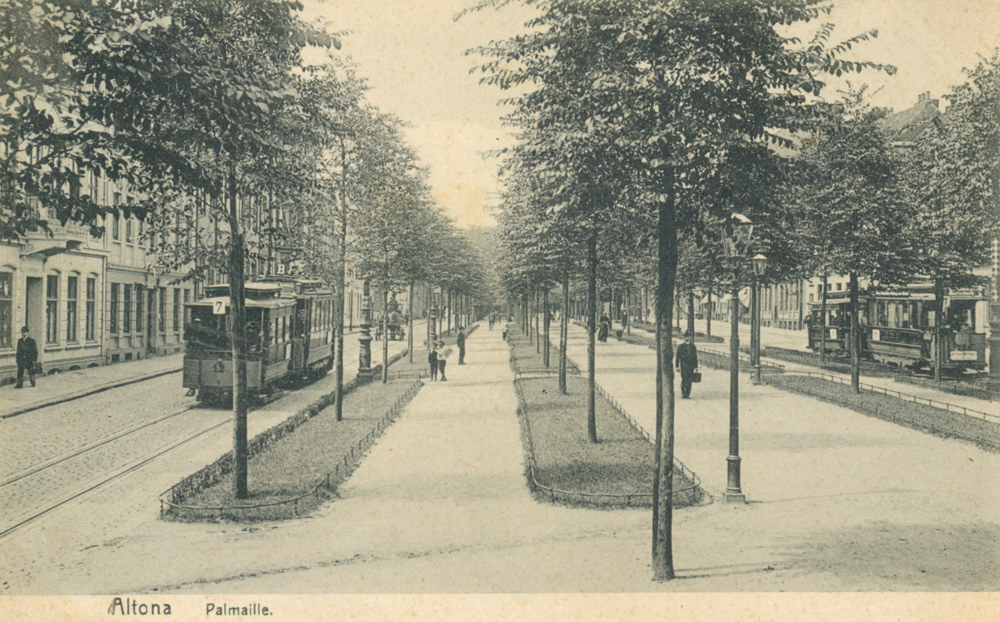
Palmaille in Altona 1906

Schon 1906 ließ sich Carl Herz als Kandidat für die Altonaer Stadtverordnetenversammlung aufstellen, er erhielt 325 Stimmen, der örtliche SPD-Vorsitzende Hermann Thomas 305. Die SPD zog aber nicht ins Parlament ein. Kommunalpolitik wurde allgemein in der Stadt wenig beachtet. Von 12.000 Wahlberechtigten gingen lediglich 2.000 an die Urnen. 1.209 stimmten für sozialdemokratische Kandidaten, die Partei verfügte in Altona aber über 4.087, meist vermutlich wahlberechtigte Mitglieder. Weder das Einsetzen einer Kommission im Juni 1907, Herz war Mitglied, noch flammende Reden des Spitzenkandidaten führten bei der Nachwahl 1907 (910 Stimmen für Herz) und der Wahl 1908 (1.915 Stimmen) zum Erfolg.
1909 sollte sich die Arbeit auszahlen. Nach einem Erdrutschsieg zogen fünf SPD-Kandidaten ins Stadtparlament ein. Spitzenkandidat Herz erhielt 4.065 Stimmen und selbst für den schlechtesten der fünf votierten mit 3.925 Wählern noch mehr als für den besten bürgerlichen Kandidaten mit 3.365. Carl Herz übernahm den Fraktionsvorsitz. Als Gründe für den Wahlerfolg sahen die Polizeibeobachter die Agitation der Sozialdemokraten sowie die Lauheit und Gleichgültigkeit der Bürgerlichen, den Ärger der Arbeiter über die verschärfte Heranziehung zur Einkommensteuer und den Zorn über das Zensuswahlrecht. Das Hamburger Echo, die SPD-Zeitung für Hamburg und Umgebung, sah in der geringen Wahlbeteiligung des Bürgertums einen „Protest gegen die liberale Misswirtschaft auf dem Rathause“. Ähnlich interpretierten die etablierten Parteien das Ergebnis und nannten den Skandal um die städtischen Gas- und Elektrizitätswerke als entscheidenden Faktor. Carl Herz hatte diesen in einer Rede am 14. Oktober 1909 thematisiert.
Der Artikel Die Politik in der Gemeinde im Hamburger Echo vom 5. November 1909 machten die Stoßrichtungen von Carl Herz klar: erst die Proletarier, dann das Kapital sowie eine Demokratisierung der Gemeindeverwaltung. Diesen Zielen entsprachen die Forderungen zur weitgehenden Abschaffung der Kommunalaufsicht und einer selbstständigen Gemeindepolizei um der obrigkeitsstaatlichen preußischen Verwaltung zu entgehen. Herz saß auch in den vier städtischen Kommissionen Kämmerei, Polizeikosten, Ortsstatute und Bahrenfeld/Othmarschen sowie Grundstücksverhältnisse und Verkehr, wo er u. a. für den Erhalt von billigem Wohnraum, Milch für arme Kinder, den Achtstundentag, die Verbesserung der Jugendpflege und eine kontinuierliche Armenunterstützung eintrat. Eine seiner Ideen war eine staatliche Fischversorgung für minderbemittelte Bevölkerungsschichten. Das Sitzungsklima der Stadtverordnetenversammlung veränderte sich durch solche Debatten deutlich.
Besondere Aufmerksamkeit produzierte weiterhin der Skandal um die Gaswerke, im öffentlichen Fokus stand deren Leiter Kupfer. Carl Herz hatte großen Anteil an der Aufarbeitung der Affäre, die alles enthielt was dazugehört: Geheimniskrämerei, Korruption, Misswirtschaft, Verleumdungsklage, Vertuschung, Veruntreuung und Vetternwirtschaft. Allerdings wurde Herz wegen Beleidigung zu einer Geldstrafe in Höhe von 500 Mark verurteilt, während die Gehälter der belasteten Geschäftsführung von 7.400 auf 8.000 Mark erhöht wurden. Zu Herzen ging Herz auch die Ausgaben von 18.000 Mark für eine Visite von Wilhelm II. im Jahr 1911, während gleichzeitig durch die Zollpolitik eine Lebensmittelverteuerung drohte. Als unter Ausschaltung der Kommission für Polizeikosten zusätzliche 500 Mark für den Kaiserbesuch bewilligt werden sollten, protestierten sogar die bürgerlichen Kommissare. Mitunter ging in den Parlamentssitzungen das Temperament mit Herz durch, davon berichtete das Altonaer Tageblatt in seinen Ausgaben vom 12. Dezember 1913 und 30. Oktober 1913.
Im März 1910 lernte Carl Herz bei Freunden die jüdische Hamburgerin Else Goldschmidt kennen, eine von zwei Studentinnen an der Universität Kiel für Germanistik und Philosophie, es war Liebe auf den ersten Blick. Der Verlobung im Mai 1910 folgte die Hochzeit am 14. Dezember 1910. Kurz danach besuchte August Bebel die frisch Vermählten. Else Herz war eine sehr emanzipierte Frau, die in den 1920er Jahren durch die intensive Beschäftigung mit dem Psychologen Alfred Adler eigene Wege ging. Trotzdem partizipierte sie am Berufsleben ihres Mannes, z. B. brachte sie die unzähligen Briefe und Manuskripte auf der Schreibmaschine zu Papier. Zunächst lebte das Paar in Altonas Prachtstraße Palmaille, später im Vorort Othmarschen in der Jungmannstraße 4. Bald folgten die Kinder Hilde (* 1912), Gerhard (* 1914) und Günter (* 1917).
Carl Herz positionierte sich in der SPD im zentristischen und linken Flügel, was ihn schon früh in Auseinandersetzungen mit der revisionistischen Hamburger Führung und den in seinen Augen opportunistisch redigierten Hamburger Echo brachte. Der Konflikt verschärfte sich mit dem Ausbruch des Ersten Weltkrieges. Während große Teile der deutschen Bevölkerung nach dem Attentat von Sarajevo am 28. Juni 1914 mit Begeisterung in den Krieg taumelte, fragte sich Carl Herz: „Bin ich verrückt oder sind es die anderen?“ Als die SPD-Reichstagsfraktion am 4. August 1914 der Bewilligung der Kriegskredite zustimmte, war sein politisches Weltbild vollends erschüttert. Sah er in der Sozialdemokratie doch die Kraft, die den Weltfrieden sicherte.
Das Umschwenken der Parteileitung bekam Herz durch die Artikel des Hamburger Echos mit, während noch am 29. Juli 1914 vor einer imperialistischen Gewaltpolitik gewarnt wurde, war nach der Kriegserklärung Deutschlands an Russland vom 1. August 1914 von einer Einkreisung des Vaterlands die Rede. Zusammen mit Heinrich Laufenberg und Fritz Wolffheim verfasste er am 13. August einen kritischen Brief an die Echo-Redaktion, Abschriften gingen an die Pressekommission, die Parteivorstände in Hamburg und im Reich sowie an die Redaktion des Vorwärts. Danach sollten die drei prominenten „Nestbeschmutzer“ mundtot gemacht werden und wurden indirekt bei den Militärbehörden angeschwärzt. Im August 1915 wurde Carl Herz in die Pressekommission gewählt, was für einen gewissen Rückhalt an der Parteibasis spricht, und im November 1915 als Stadtverordneter für weitere sechs Jahre bestätigt. Parteiführung und Staat verschärften nun ihre Angriffe auf den Altonaer: die Rechte der Pressekommission wurden eingeschränkt und am 27. Juli 1916 konnte seine Wiederwahl für das Gremium verhindert werden, nach einer Veranstaltung am 28. April 1915 im Distrikt Hamm verfügte der Hamburger Polizeipräsident ein Redeverbot.
Schließlich war das Tuch zwischen der regionalen SPD und dem einzigen namhaften Altonaer Kriegsgegner endgültig zerschnitten. Carl Herz legte am 20. Oktober 1916 sein Stadtverordnetenmandat nieder. Er verkündete diesen Schritt aber nicht persönlich, sondern ließ auf einer Mitgliederversammlungen der Sozialdemokratischen Vereine Altona und Ottensen ein entsprechendes Schreiben verlesen. Seine Fraktionskollegen reagierten darauf mit großer Heiterkeit und „ironischen Bravorufen“. Im November 1916 wurde der 39-Jährige zum Kriegsdienst eingezogen. Wegen seiner Sehschwäche musste er aber nicht kämpfen, sondern wurde bei einem Regiment in Königsberg als Schreiber eingesetzt.
Am 29. April 1917 bildete sich der Kreisverband Hamburg und Altona der USPD, einer Gründung von Gegnern der SPD-Kriegspolitik. Für Herz war es nur konsequent sich 1917 der neuen Partei anzuschließen. Eine Rolle dürfte dabei gespielt haben, dass sein sozialistisches Vorbild Karl Kautsky beitrat, Hugo Haase zu einem der beiden Vorsitzenden gewählt wurde und hier der Basis mehr Rechte eingeräumt wurden als in der SPD. Der Altonaer gehörte dem vorherrschenden gemäßigten Flügel an, der für ein parlamentarisches Modell eintrat.

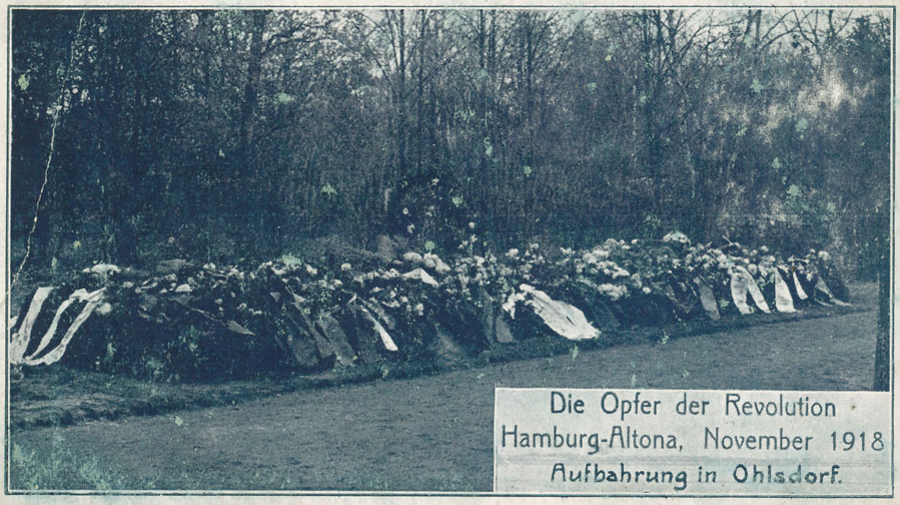
Aufbahrung der Revolutionsopfer auf dem Friedhof Ohlsdorf im November 1918

Der Militärschreiber wurde gerade rechtzeitig entlassen, um an der Novemberrevolution 1918 teilzunehmen. Noch in Tilsit verfasste er für Hugo Haase einen achtseitigen Brief über die neue Lage in Deutschland, traf dann in Kiel die Matrosenführer Lothar Popp und Karl Artelt und reiste am 11. November 1918 zu Haase nach Berlin. Der USPD-Vorsitzende trug ihm ein Ministerium an. Aber schon am 12. November 1918 war Herz in Hamburg und nahm als juristischer Berater, später dauernder juristischer Berater tituliert, an einer Sitzung der Exekutive des Arbeiter- und Soldatenrats von Groß Hamburg teil. Obwohl ohne Stimmrecht, hatte er gleich vom ersten Tag einen bedeutenden Einfluss. So wurden die Mitglieder der Verhandlungskommission mit dem Hamburger Senat von im ausgesucht, er gehörte ihr auch an und hatte neben dem Exekutivvorsitzenden Heinrich Laufenberg maßgeblichen Anteil an der Machtübergabe am 13. November 1918. An diesem Tag wurde Carl Herz auf eigenen Vorschlag zum Vorsitzenden der Justizkommission des Arbeiterrats gewählt.
Gegen Ende 1918 gewannen die Vertreter der alten Macht wieder an Selbstvertrauen, ein Putschversuch am 9. Dezember 1918 scheiterte aber. Inzwischen wuchsen die Spannungen zwischen den Arbeiterparteien und entluden sich in den Weihnachtskämpfen. Die SPD, zur besseren Unterscheidung auch MSPD genannt, lehnte eine Räterepublik von Anfang an. Der Spartakusbund, bis dahin der linke Flügel der USPD, trat am 29. Dezember 1918 aus der Partei aus und konstituierte sich am folgenden Tag zur KPD. Am Neujahrstag 1919 wurde der Konflikt auch in Hamburg sichtbar, als zwei getrennte Demonstrationen von SPD und Gewerkschaften bzw. USPD und Linksradikalen durch die Stadt zogen. Auch der vorher auf Ausgleich bedachte Heinrich Laufenberg kritisierte nun als KPD-Mitglied mit scharfen Worten die SPD. Silvester 1918 wurde Carl Herz als Nachfolger des krankheitsbedingt ausgeschiedenen Hamburger USPD-Gründers Paul Dittmann offizielles Mitglied der Exekutive des Arbeiterrats.
Als Herz am 6. Januar 1919 die Sicherheitsmannschaften als schwächstes Glied des Arbeiterrats bezeichnete und daraufhin die Exekutive den Aufbau einer Volkswehr verkündete, war es schon zu spät. Der Soldatenrat fühlte sich nur noch der MSPD verpflichtet. Am 9. Januar 1919 streikten vorwiegend junge, unorganisierte Werftarbeiter, besetzten und verwüsteten das Hamburger Echo. Die Sicherheitsmannschaften schritten am nächsten Tag ein und nahmen willkürliche Verhaftungen vor. Auch Laufenberg stand für einige Stunden unter Arrest und Herz war im Rathaus mit dem Gewehr bedroht worden. Die Autorität des Arbeiterrats war stark beschädigt und wurde in den folgenden Tagen mit Verhaftungen vermeintlicher Spartakisten weiter unterminiert. Über diese Aktion des Soldatenrats, die Herz als Vorsitzender des Justizkommission hätte bewilligen müssen, wurde er erst gar nicht informiert und legte deshalb am 20. Januar 1919 den Kommissionsvorsitz nieder. Aus demselben Grund trat Heinrich Laufenberg von seinem Amt zurück, zumal nach Neuwahlen für den Arbeiterrat die MSPD die Mehrheit stellte.
Die Allianz zwischen SPD und alten Kräften gewann immer mehr an Macht und agierte hinter dem Rücken des Arbeiterrats. Um die Monatswende Januar/Februar 1919 setzte die Ebert-Scheidemann-Regierung auch in Norddeutschland Truppen ein, Hamburg blieb zwar verschont, aber in Bremen kam es zu blutigen Kämpfen zwischen dem Freikorps Gerstenberg und der Räterepublik. Bei der Diskussion zur Wahl einer neuen Hamburgischen Bürgerschaft trat Carl Herz eines der letzten male groß vor dem Arbeiter- und Soldatenrat auf. Sein Verfassungsentwurf sah ein Einkammersystem mit strikter Trennung von Bürgerschaft als Legislative und dem von ihr gewählten Rat der Volkskommissare als Exekutive vor. Er forderte auch eine Neubesetzung des Senats sowie eine Klärung der Machtverteilung und wer die Verfassung ausarbeiten soll, seiner Meinung nach der Arbeiter- und Soldatenrat. Die dagegen vom MSPD-Mitglied Georg Blume vorgelegte Verordnung beschäftigte sich eher mit Formalitäten und untergrub weiter die Macht des Räteorgans.
Im Januar 1919 war Herz bei Hugo Preuß zu Besuch und diskutierte mit ihm dessen Erstentwurf der Weimarer Verfassung. Der Mitgründer der linksliberalen Deutschen Demokratischen Partei wurde sein geistiger Vater auf dem Gebiet der Demokratie. Die beiden Männer kannten sich vermutlich von der Friedrich-Wilhelms-Universität, an der Preuß von 1889 bis 1906 als Privatdozent lehrte. Ende Januar 1919 setzte sich Carl Herz noch für den Erhalt des Arbeiterrats ein, auf der 65. Sitzung der Exekutive im Februar 1919 resümierte er aber: „Wir beherrschen nicht den Verwaltungsapparat, sondern er beherrscht uns.“ und prognostizierte: „Wir sind noch sechs Wochen am Leben.“ Am Ende sollten es noch fünf Wochen sein. Mit der Wahl vom 16. März 1919 ging die Macht an die verfassungsgebende Bürgerschaft über. 50,5 % stimmten für die SPD und nur 8,1 % für die USPD. Einen Tag später trat die Exekutive des Großen Arbeiterrats letztmals zusammen.
Herz positive Resonanz auf den Verfassungsentwurf von Preuß und die Annäherung an die Kommunisten wegen der gewaltsamen Ereignisse um den Jahreswechsel 1918/19 standen in einem Widerspruch. Doch ab dem März 1919 kritisierte er in mehreren Artikel in der Hamburger Volkszeitung, dem USPD-Parteiblatt, die radikalen Anhänger der Hamburger USPD. Anfang März nahm er am Parteitag der Unabhängigen in Berlin teil. Sein Vorschlag wie mit Hilfe der Arbeiterräte die Verwaltung demokratisiert werden könnte und die Einschätzung, dass der Kapitalismus noch erforderlich sei, stießen auf Beifall des gemäßigten Flügels. Da die Mehrheit der Delegierten ihn nicht verstand, kam bei Herz das Gefühl auf in der falschen Partei zu sein. Im April 1919 war die Stimmung so aufgeheizt, dass neben Herz nur Siegfried Nestriepke, war auf Empfehlung von Herz Chefredakteur der Hamburger Volkszeitung geworden, offen Kritik an den Radikalen übte.

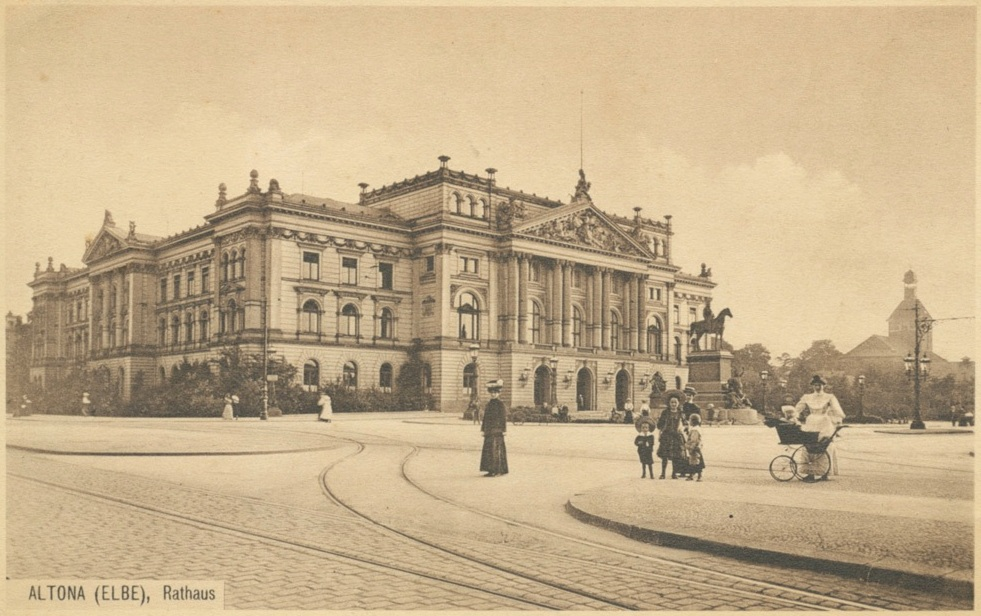
Altonaer Rathaus 1909

Mit der Wahl von Ernst Thälmann zum Vorsitzenden der USPD Hamburg/Altona hatte sich die radikale Richtung durchgesetzt und Carl Herz brach mit der Partei. In seinem letzten Artikel für die Volkszeitung am 23. Mai 1919 standen Formulierungen wie: Die Politik der KPD sei „ein Unglück für Deutschland“ und ein „rückhaltloses Bekenntnis zur Demokratie“ sei wichtig. Ein Bonmont der Geschichte ist, dass Herz ab dem 3. März 1919 als USPD-Abgeordneter wieder in der Altonaer Stadtverordnetenversammlung saß. An den Aktivitäten der Ortsgruppe beteiligte er sich nicht mehr. Nachdem Herz ab dem 4. Juli 1919 aus Krankheitsgründen nicht mehr an den Sitzungen teilnahm, legte er auf eigenen Wunsch am 23. Oktober 1919 sein Abgeordnetenmandat nieder.
Zu diesem Zeitpunkt schien sich der Altonaer wieder an die SPD-Position angenähert zu haben, denn das Hamburger Echo sprach mit Bedauern über sein Ausscheiden aus dem Stadtparlament. Eine Zusammenarbeit mit seiner alten Partei kam aber nicht mehr zustande, die umtriebigen Monate seit der Revolution forderten ihren Tribut. Im Sommer 1919 erlitt Carl Herz einen schweren Nervenzusammenbruch und ging für fünf Monate zur Erholung ins Waldsanatorium Amelung in Königstein im Taunus. Wie ein Brief an Karl Kautsky vom 10. Oktober 1919 erkennen lässt, näherte er sich in dieser Zeit weiter den SPD-Positionen an, ging aber davon aus nie wieder politisch aktiv zu werden. Nach der Kur war Herz als Anwalt in Altona tätig, außerdem war er zum Notar ernannt worden. Trotz der politischen Abstinenz setzte er sich vehement für einen Zusammenschluss von MSPD und gemäßigter USPD ein und war ein entsprechender Ansprechpartner.

### 1921 bis 1939 – Berliner Jahre
Am 1. Oktober 1920 entstand Groß-Berlin, die großen Herausforderungen dabei waren die schwere soziale Lage durch die Niederlage im Ersten Weltkrieg und die Etablierung neuer Verwaltungsstrukturen. Insbesondere das Verhältnis zwischen dem Magistrat von Berlin und den neuen Bezirksämtern gestaltete sich schwierig, zumal viele in Berlin aufgegangenen Städte ihrer Unabhängigkeit nachtrauerten. Auf eine besonders lange eigenständige Geschichte blickte Spandau zurück, vor 1232 als vermutlich erste ostelbische Siedlung mit Stadtrecht versehen, ab 1887 selbständiger Stadtkreis und seit dem 1. Dezember 1913 Großstadt.
Die Wahlen in Spandau 1919 und 1920 brachten klare linke Mehrheiten. 1919 hatten Unabhängige und Mehrheitssozialisten etwa gleich viele Stimmen, 1920 lag die USPD mit 34,4 % klar vor der MSPD mit 23,6 %. Trotzdem wurde mit Kurt Woelck ein Vertreter der dritten Kraft, der DDP mit 17 %, zum Oberbürgermeister gewählt. Dieser weigerte sich nach der Eingemeindung weiter zu amtieren. Bei der Wahl eines Nachfolgers für die nächsten zwölf Jahre entstand durch das Fehlen einiger Abgeordneter ein Patt. Für diesen Fall war das Losverfahren vorgesehen. Dabei zog der Sozialdemokrat Paul Hartung den Kürzeren gegen den Konservativen Martin Stritte. Ungewöhnlich verlief auch die Wahl des zweiten Bezirksbürgermeisters. Die bürgerlichen Parteien stimmten für den Sozialdemokraten und bisherigen zweiten Bürgermeister Emil Stahl, der in der eigenen Partei keine Unterstützung fand, weil er zum Reformflügel und der Minderheit der Anschlussbefürworter zählte. Die USPD schlug den vor Ort unbekannten Carl Herz vor. Warum die Unabhängigen den Altonaer für das zweithöchste Amt vorschlugen und dieser den leitenden Verwaltungsposten annahm, ist unbekannt.
1926 wurde er zum Bezirksbürgermeister von Berlin-Kreuzberg gewählt. Er wirkte maßgeblich mit an der Ausarbeitung des Heidelberger Programms der SPD. Am 10. März 1933 wurde er von der SA als jüdischer Bürgermeister gewaltsam aus dem Amt gejagt und öffentlich misshandelt.

### 1939 bis 1946 – Britisches Exil
1939 emigrierte er mit seiner Familie nach London, wurde 1940–1941 als Enemy Alien interniert und war danach für die internationale Gruppe „Fight for Freedom“ tätig. Sein jüngster Sohn wurde in Auschwitz ermordet. Nach Kriegsende beteiligte er sich an der Formulierung der Vorschläge für die Potsdamer Konferenz.

### 1946 bis 1951 – Palästina/Israel
1946 übersiedelte er nach Palästina, wo seine beiden noch lebenden Kinder als überzeugte Zionisten lebten, und er am 14. September 1951 in Haifa verstarb.

## Ehrungen

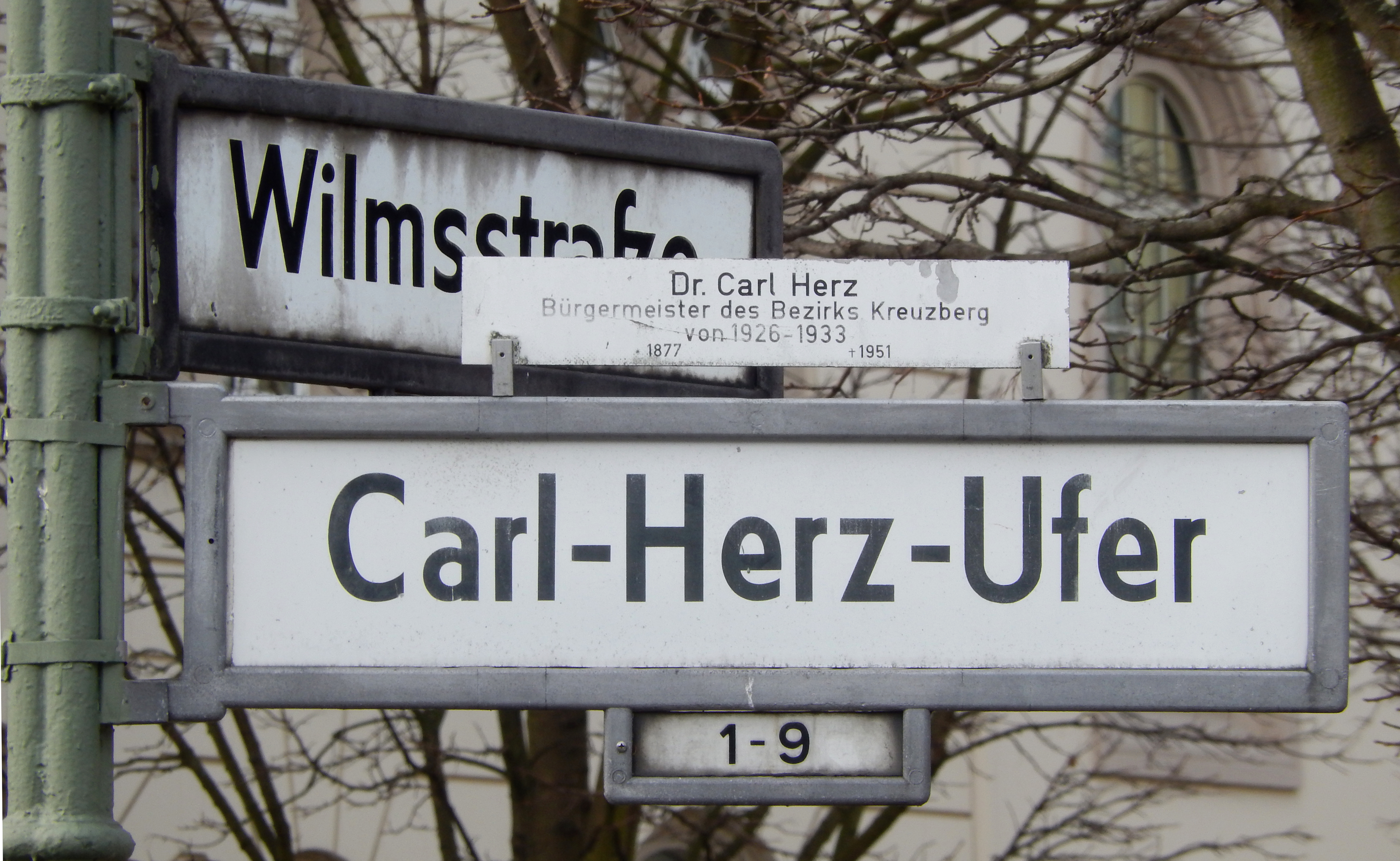
Straßenschild Carl-Herz-Ufer in Berlin-Kreuzberg

- 1965 wurde in dem von ihm bis 1933 geleiteten Bezirk Kreuzberg das Carl-Herz-Ufer benannt.[8]
- Seit November 1967 heißt die ehemalige Gemeindeschule in der Kreuzberger Wilmsstraße 10 Bürgermeister-Herz-Grundschule.[9]
- Im Dezember 1985 wurde im Gedenken an ihn vor dem Bezirksamt Kreuzberg eine Stele aufgestellt.